# 富小路俊通
富小路 俊通（とみのこうじ としみち、嘉吉2年（1443年）頃 - 永正10年3月5日（1513年4月10日））は、戦国時代の公家。藤原通慶の子。宮内卿・源康俊の猶子。後に二条家庶流の石見権守・藤原通治の子とする系図を偽作し、二条家の末裔を自称した。官位は従三位・宮内卿。ただし『公卿補任』には俊通が従三位に叙された記録はない。

## 経歴
九条家に諸大夫として仕える一方、修理大夫・宮内卿などを務め、延徳4年（1492年）従四位下、明応4年（1495年）従四位上、明応8年（1499年）正四位下と昇進した。初めは醍醐源氏の宮内卿・源康俊の猶子となるが、後に自身が関白・二条道平の庶子である左衛門佐・藤原道直の後裔であるとする系図を偽作して二条家の庶流を称し、宣下無しに源氏から藤原氏に改姓した。文亀2年（1502年）従三位への上階を請うが、父祖の名前も明らかでない者が公卿の地位を求めたとして、中御門宣胤ら殿上人達から批判を受けている。翌文亀3年（1503年）従三位に叙せられて公卿に列したとされるが、『公卿補任』に俊通の名前は見えない。
歌人として文明5年（1473年）の『按察使親長卿家歌合』や明応元年（1492年）の『竹内僧正歌合』などに出詠。連歌作品が『新撰菟玖波集』に採録されている。また『源氏物語』の注釈書『三源一覧』を著した。
永正10年（1513年）3月5日薨去。享年70歳前後か。

## 官歴
注記のないものは『諸家伝』による。
- 時期不詳：石見権守。宮内大輔。弾正少弼。修理大夫。宮内卿
- 長禄2年（1458年） 4月20日：従五位上[4]
- 時期不詳：源朝臣から藤原朝臣に改姓[4][3]
- 文明4年（1472年） 9月2日：正五位下[4]
- 延徳4年（1492年） 正月6日：従四位下
- 明応4年（1495年） 正月5日：従四位上
- 明応8年（1499年） 3月24日：正四位下
- 文亀3年（1503年） 日付不詳：従三位[5]
- 永正10年（1513年） 3月5日：薨去

## 系譜
注記のないものは『系図纂要』による。
- 父：藤原通慶[1]
- 母：不詳
- 義父：源康俊
- 生母不詳の子女
  - 男子：富小路資直（?-1535）
  - 女子：
  - 女子：
  - 女子：